# Jules-Maurice Quesnel
Jules-Maurice Quesnel (Montreal, 25 de octubre de 1786 – Montreal, 20 de mayo de 1842) fue un comerciante de pieles canadiense, miembro del Club Beaver, empresario y figura política en Canadá Oriental.
Nació como Julien-Maurice Quesnel en Montreal en 1786, hijo de Joseph Quesnel, compositor francés, y estudió en el Collège Saint-Raphaël. Se unió a la Compañía del Noroeste como oficinista y asistente de David Thompson en sus exploraciones en 1805 y 1806. A finales del verano de 1807, fue enviado a Nueva Caledonia  con suministros e instrucciones para Simon Fraser para que siguiese el río Columbia hasta su desembocadura. Acompañó a Fraser en su peligroso viaje en 1808 en lo que finalmente resultó ser el río Fraser, no el Columbia, y en el viaje de regreso. El primer gran afluente al que llegaron fue nombrado en su honor, el río Quesnel,; más tarde, el lago que desagua, el lago Quesnel, y la pequeña ciudad que se desarrolló en la confluencia de los ríos Fraser y Quesnel sería nombradas en su honor. Quesnel permaneció en Nueva Caledonia hasta 1811.
En el verano de 1811 abandonó la Compañía del Noroeste y regresó al este. Sirvió en la milicia de Montreal durante la guerra anglo-estadounidense de 1812, alcanzando el grado de teniente. Luego se mudó a Kingston y posteriormente a York como comerciante, estableciéndose finalmente en Montreal. Con un compañero, John Spread Baldwin, se involucró en la compra y venta de mercancías, incluida la exportación de madera y harina y tenía en propiedad acciones de los barcos de vapor que operaron en la región. Quesnel fue nombrado juez de paz, también se desempeñó como alcaide del Trinity House en Montreal desde 1830 hasta 1839 y fue miembro de la comisión del puerto de Montreal. En 1838, fue nombrado al consejo especial que rige el Lower Canada después de la Rebelión del Bajo Canadá, y en 1841 fue nombrado para el Consejo Legislativo de la Provincia de Canadá.
Murió en Montreal el 20 de mayo de 1842, a los 54 años de edad, y fue enterrado en la iglesia parroquial de Notre-Dame.

## Familia

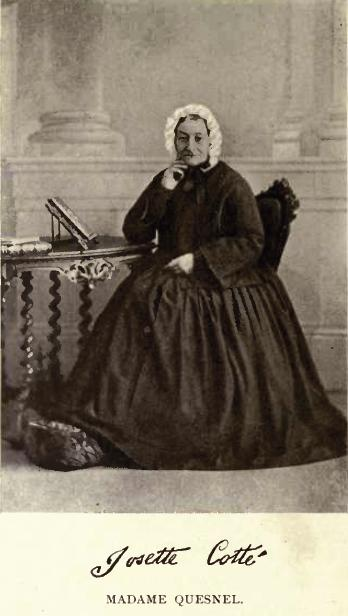
Madame Marie Josette Quesnel, por William Notman

Su hermano Frédéric-Auguste fue un miembro de la asamblea legislativa y del consejo legislativo.
Jules-Maurice Quesnel se casó en junio de 1816 con Marie Josette Cotte, hija de Gabriel Cotte, y su esposa, Angelique Blondeau, que había fundado el Asilo Orfanato Católico en Montreal. Su viuda murió el 6 de junio de 1866. Sus cuñadas fueron Francois Antoine Larocque y Alexis Laframboise.